# Ernestina Abambila
Ernestina Abambila, née le 30 décembre 1998, est une footballeuse professionnelle ghanéenne évoluant au poste de milieu offensif et milieu défensif au sein du club de Női NB I ETO FC Győr . Elle marque l'histoire en devenant la première à inscrire un but en  Ligue des champions féminine de l'UEFA. Elle fait ses débuts internationaux séniors dans l' équipe nationale du Ghana contre la France en 2017 à l'âge de 18 ans.

## Carrière en club
En 2016, Abambila a signé un contrat de deux ans avec Youngstown State. Elle a entamé sa carrière professionnelle après avoir terminé ses études universitaires en signant le Premier League biélorusse (femmes) du FC Minsk. Elle est devenue la première Ghanéenne à marquer en Ligue des champions féminine de l'UEFA lorsque le FC Minsk a battu Ljubljana en phase de groupes de la Ligue des champions féminine de l'UEFA 2017-18.

## Carrière internationale
Abambila a fait ses débuts en compétition  FIFA lors de la Coupe du Monde Féminine U-17 de la FIFA 2014 qui s'est tenue au Costa Rica. Son premier match s'est déroulé  contre la Corée du Nord et le Ghana a remporté sur un score de 2-0 .

## Honneurs
FC Minsk
- Première Ligue biélorusse : 2017
- Coupe de Biélorussie : 2017

UKS SMS Łódź
- Ligue européenne : 2021–22 [4]
- Coupe de Pologne : 2022–23 [5]

## Note et Références

### Note
- (en) Cet article est partiellement ou en totalité issu de l’article de Wikipédia en anglais intitulé « Ernestina Abambila » (voir la liste des auteurs).